# Saint-Révérend
Saint-Révérend – miejscowość i gmina we Francji, w regionie Kraj Loary, w departamencie Wandea.
Według danych na rok 1990 gminę zamieszkiwały 812 osoby, a gęstość zaludnienia wynosiła 51 osób/km² (wśród 1504 gmin Kraju Loary Saint-Révérend plasuje się na 668. miejscu pod względem liczby ludności, natomiast pod względem powierzchni na miejscu 737.).